# William Charles Cotton

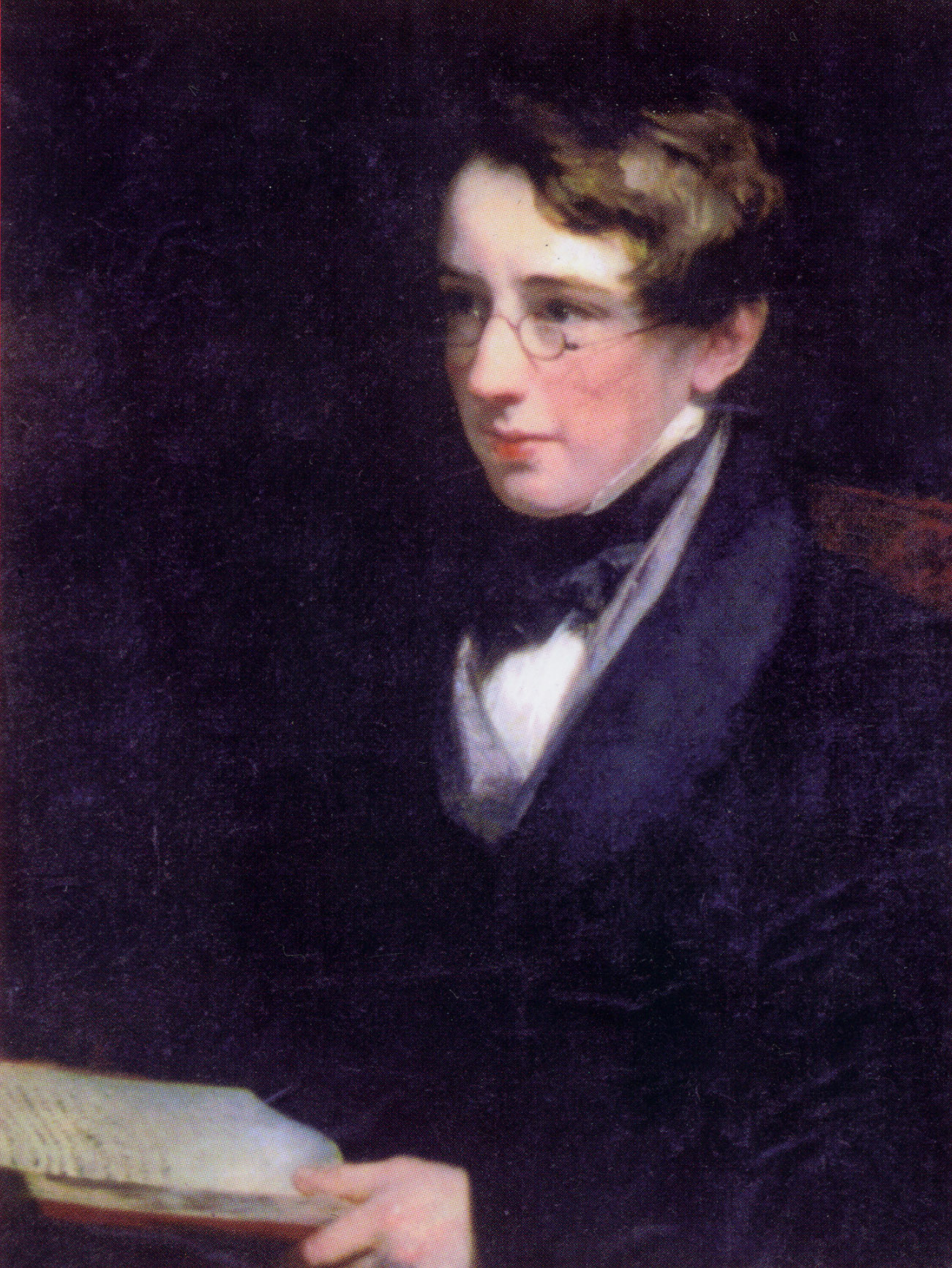
William Charles Cotton

Reverend William Charles Cotton (* 30. Januar 1813 in Leytonstone (damals noch Teil des heute nicht mehr existierenden Essex County; heute Teil des London Borough of Waltham Forest), Großbritannien; † 22. Juni 1879 in Chiswick, Großbritannien) war ein anglikanischer Priester, Missionar und Imker. Nach der Ausbildung am Eton College und dem Christ Church College in Oxford erhielt er seine Ordinierung. Er war Kaplan in Neuseeland unter George Augustus Selwyn, dem ersten Bischof von Neuseeland. Neben seiner Tätigkeit als Geistlicher betätigte er sich auf der Nordinsel als Bienenzüchter. Er verfasste mehrere Bücher zu diesem Thema. Später war er Vikar von Frodsham (Großbritannien). Während seiner Vikarzeit restaurierte er dort die Pfarrkirche und das Pfarrhaus, war aber in seiner geistlichen Tätigkeit durch eine psychische Erkrankung eingeschränkt.

## Frühe Jahre
William Charles Cotton war ältestes Kind von William Cotton und seiner Ehefrau Sarah. Sein Vater war Geschäftsmann, der von 1842 bis 1845 als Gouverneur der Bank of England fungierte. Sein jüngerer Bruder war der Jurist Henry Cotton.
Cotton wurde zuerst von Tutoren zu Hause unterrichtet. Im Alter von 14 Jahren kam er dann an das Eton College. Dort wurde er ein fähiger Ruderer und guter Schüler. In diesem Zusammenhang wurde ihm in seinem letzten Jahr der Newcastle Prize für herausragende Leistungen in den Fächern Theologie und Klassische Altertumswissenschaft verliehen. 1832 immatrikulierte er sich am Christ Church College in Oxford und graduierte 1836 mit einem Bachelor of Arts. Cotton entschied sich, eine Laufbahn als Geistlicher einzuschlagen und wurde zum Kuraten in Baston in Lincolnshire ernannt. In der Folgezeit kehrte er aber nach Oxford zurück, um seinen Master of Arts zu machen. Seine Ordinierung zum Diakon erfolgte 1837 und diejenige zum Priester 1839. Cotton erhielt 1838 seinen Master of Arts. 1839 wurde er zum Vikar an der St Edward's Church in Romford (Essex County) ernannt. Bereits zu dieser Zeit zeigte er Anzeichen einer psychischen Erkrankung. Cotton trat eine Vikarstelle an der Pfarrkirche von St John in Windsor (Berkshire) an. Dort freundete er sich mit George Augustus Selwyn, einem Vikar-Kollegen, an, der fünf Jahre lang sein Senior war.

## Missionar
Im Sommer 1841 wurde Selwyn zum ersten anglikanischen Bischof von Neuseeland ernannt. Cotton bot ihm daraufhin an, ihn als sein Kaplan zu begleiten. Diese Entscheidung traf auf die Missbilligung von Cottons Vater. In diesem Zusammenhang sagte dieser Folgendes:

„You are not missionary material.“

Cotton besaß einige praktische Fähigkeiten, die ihn für das Vorhaben wertvoll machten: Er konnte mit verschiedenen Werkzeugen einschließlich einer Drehbank umgehen, ein Pferd reiten, rudern und Boote segeln. Die Bark Tomatin segelte von London aus nach Plymouth Sound. In der gleichen Zeit reisten die Geistlichen über Land nach Plymouth, um dort an Bord des Schiffes zu gehen. Cotton hatte zuvor in London einige Bienenstöcke an Bord der Tomatin laden lassen, die aber nicht sicher in einem Weinfass (hogshead) verstaut waren, wie in My Bee Book aufgeführt. Durch Gegenwinde im Ärmelkanal wurden die Bienenstöcke an Bord der Tomatin herumgeworfen und gingen in Abwesenheit von Cotton im Plymouth Sound über Bord. Selwyn und Cotton gehörten zu einer Missionarsgruppe von 23 Personen. Am 26. Dezember 1841 segelten sie von Plymouth los. Auf dem Schiff waren neben ihrem Gepäck auch verschiedene Tiere an Bord und möglicherweise eine unbekannte Anzahl von Bienenstöcken. Ein Brief von Cotton, der auf den 30. Dezember 1841 datiert war, wurde am 21. Januar an eine heimwärts segelnde Brigg übergeben. Darin führt Cotton auf, dass die Bienen sicher verstaut seien. Angesichts der geringen Zeit, die zwischen der Ankunft der Tomatin im Plymouth Sound am 19. Dezember und der Abreise der Missionarsgruppe am 23. Dezember zur Verfügung stand, ist die Wahrscheinlichkeit gering, dass Cotton genug Zeit hatte, Ersatz für die verloren gegangenen Bienenstöcke zu organisieren. Das Schicksal der Bienen ist unbekannt; sie sind nicht in Sydney angekommen. An Bord der Bark war ein Māori-Junge, der einige der Passagiere, unter ihnen Cotton, die Maorische Sprache lehrte. Im April 1842 erreichte die Tomatin Sydney. Das Schiff wurde bei Erreichen seines Landeplatzes durch einen Felsen beschädigt. Anstatt auf die Reparatur zu warten, segelten einige Mitglieder der Missionarsgruppe, darunter auch Selwyn und Cotton, an Bord der Brigg Bristolian am 19. Mai in Richtung Neuseeland los. Sie kamen am 30. Mai in Auckland an. Nachdem sie einige Zeit als Gäste von Kapitän William Hobson, dem ersten Gouverneur von Neuseeland, verbracht hatten, gingen Selwyn und Cotton am 12. Juni an Bord des Schoners Wave und segelten nach Bay of Islands. Sie erreichten am 20. Juni ihr Ziel. Inmitten der Gruppe war William Bambridge, ein Künstler und später der Fotograf von Königin Victoria.
Selwyn entschied, sich in der Waimate Mission Station anzusiedeln, etwa 15 Meilen (24 km) von Paihia entfernt – eine Ansiedlung, die 11 Jahre zuvor von der Church Mission Society (CMS) gegründet worden war. Am 5. Juli 1842 startete Selwyn eine sechsmonatige Reise zur Besichtigung seiner Diözese. Er ließ die Waimate Mission Station in der Obhut seiner Ehefrau Sarah und Cottons. Während seiner Abwesenheit fungierte Cotton als Oberhaupt der Mission, Direktor des Colleges und Geistlicher der Kirche. Im Oktober 1843 erreichten mehrere Missionare die Waimate Mission Station. Deshalb konnte Cotton Bischof Selwyn auf dessen zweiter Reise begleiten, dieses Mal zu den Missionsstationen und Ansiedlungen der Einheimischen im südlichen Teil der Nordinsel. Auf ihrer Reise waren sie teilweise mit dem Kanu unterwegs, wanderten aber den größten Teil des Weges, oft über große Entfernungen in schwierigem und gefährlichem Gelände. Selwyn entschied zuletzt, die Gruppe aufzuteilen. Einen Teil führte er an, und den anderen Cotton. Nach beinahe drei Monaten Abwesenheit erreichte Cotton Anfang 1844 als Erster die Waimate Mission Station. Selwyn kam einige Wochen später an.

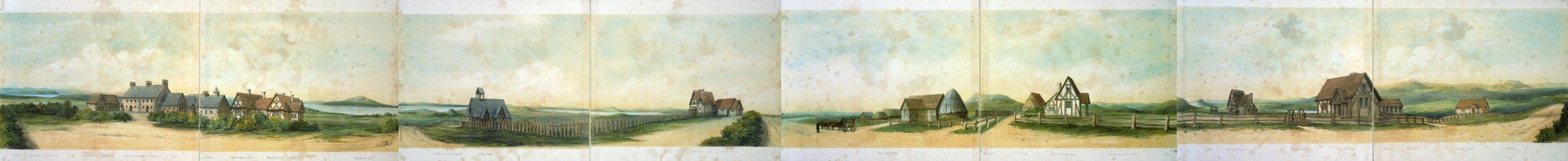
Panorama von St. John’s College in Tamaki (gemalt von Caroline Harriet Abraham im Jahr 1862)

Später im Jahr 1844 entschied sich Selwyn, 160 Meilen (257 km) südlich nach Tamaki bei Auckland zu ziehen, wo er 450 Acres (1,8 km²) Land erwarb, dem er den Namen Bishop’s Auckland gab. Die Gruppe verließ am 23. Oktober die Waimate Mission Station und kam am 17. November in Auckland an. Während der ersten sechs Monate im Jahr 1845 war Selwyn einen Großteil der Zeit unterwegs. In dieser Zeit war Cotton für die Verwaltung der Siedlung und insbesondere der Schulen verantwortlich. Cotton setzte dann seine Tätigkeit in Bishop’s Auckland fort. Er war Schulleiter des St John’s Colleges, ging aber auch geistlichen und praktischen Aufgaben nach. Schließlich verließ er zusammen mit Bambridge im Dezember 1847 Neuseeland und kam im Mai 1848 in Großbritannien an.

## Imker
Seit seiner Kindheit verspürte Cotton eine Leidenschaft für Bienen und die Bienenzucht. An der University of Oxford war er der Gründer und erster Sekretär der Oxford Apiarian Society. 1837 veröffentlichte er sein erstes Werk über Bienen – A Short and Simple Letter to Cottagers from a Bee Preserver – mit einer Auflage von 24.000 Exemplaren. Ein zweiter Letter folgte drei Jahre später. 1842 veröffentlichte er das Werk My Bee Book, in dem unter anderem Ratschläge gegeben wurden, wie Bienen halb bewusstlos zu machen sind, anstatt sie zu töten, um an den Honig zu kommen.
Neuseeland beheimatet zwei einheimische Bienenarten, die aber für die Honigherstellung nicht geeignet sind. Die erste Honigbiene in Neuseeland wurde im März 1839 von Mary Bumby eingeführt, der Schwester eines methodistischen Geistlichen. Während eines Aufenthalts im April 1842 in Sydney arrangierte Cotton, das Bienenstöcke zu ihm nach Neuseeland geschickt wurden. Allerdings dauerte dies länger, als Cotton erwartet hatte. Erst im März 1844 erhielt er seinen ersten Honigbienenschwarm in der Waimate Mission Station. Als er dann nach Bishop’s Auckland zog, übersiedelte er diese erfolgreich. Er verbrachte viel Zeit damit, Siedler und Māori in der Praxis der Bienenhaltung und Honiggewinnung auszubilden. Gegen Ende des Jahres 1844 veröffentlichte er das Werk A Few Simple Rules for New Zealand Beekeepers. Später verfasste er eine Reihe von Artikeln zur Bienenzucht in The New-Zealander. Diese Artikel wurden 1848 zusammen als A Manual for New Zealand Beekeepers veröffentlicht. Ein anderes Werk in Maorischer Sprache – Ko nga pi (deutsch: „Die Bienen“) – erschien im Jahr 1849. Einer Überlieferung zufolge soll Cotton für die Einführung von Honigbienen nach Neuseeland verantwortlich gewesen sein. Dies entspricht nicht den Tatsachen. Er war aber weitgehend für die Ausbildung von Immigranten und Einheimischen bezüglich der Bienenzucht verantwortlich.
Als Cotton später zum Vikar von Frodsham ernannt wurde, setzte er seine Tätigkeit in der Bienenzucht fort und führte Experimente mit Bienen durch. Auf einer seiner Reisen auf den Kontinent erwarb er eine Kopie eines Buches namens Schnurrdiburr von Wilhelm Busch, das komische illustrierte Geschichten über einen Imker und seine Bienen enthielt. Cotton gab dann eine eigene Version dieses Werkes mit seinen eigenen Versen zu den Illustrationen mit dem Titel Buzz a Buzz or The Bees – Done freely into English heraus. Er nahm aktiv an den Diskussionen teil, die zur Gründung der britischen Bienenzüchtervereinigung führten, und war Vizepräsident der Vereinigung. Cotton hatte eine Bibliothek von über 200 Büchern über Bienen und Bienenzucht, die er der Gemeinde Frodsham nach seinem Tod vermachte. 1932 wurden diese beim Ministry of Agriculture, Fisheries and Food (MAFF) hinterlegt und 1987 an die Reading University Library übertragen.

## Oxford
Es gibt wenige Informationen über die neun Jahre nach Cottons Rückkehr aus Neuseeland. Cotton blieb ein Fellow am Christ Church College in Oxford, wohnte aber nur unregelmäßig dort. Er verbrachte einige Zeit auf dem Kontinent. Im Jahr 1855 war er in Konstantinopel, und im Sommer 1857 besuchte er Avignon und Paris. Im Dezember 1855 wurde er zum Kuraten der Kirche St Mary Redcliffe in Bristol ernannt – ein Posten, den er bis zu seinem Rücktritt im Mai 1857 bekleidete. In Oxford lernte er Lewis Carroll kennen, durch den er sich für die Fotografie interessierte.

## Vikar von Frodsham

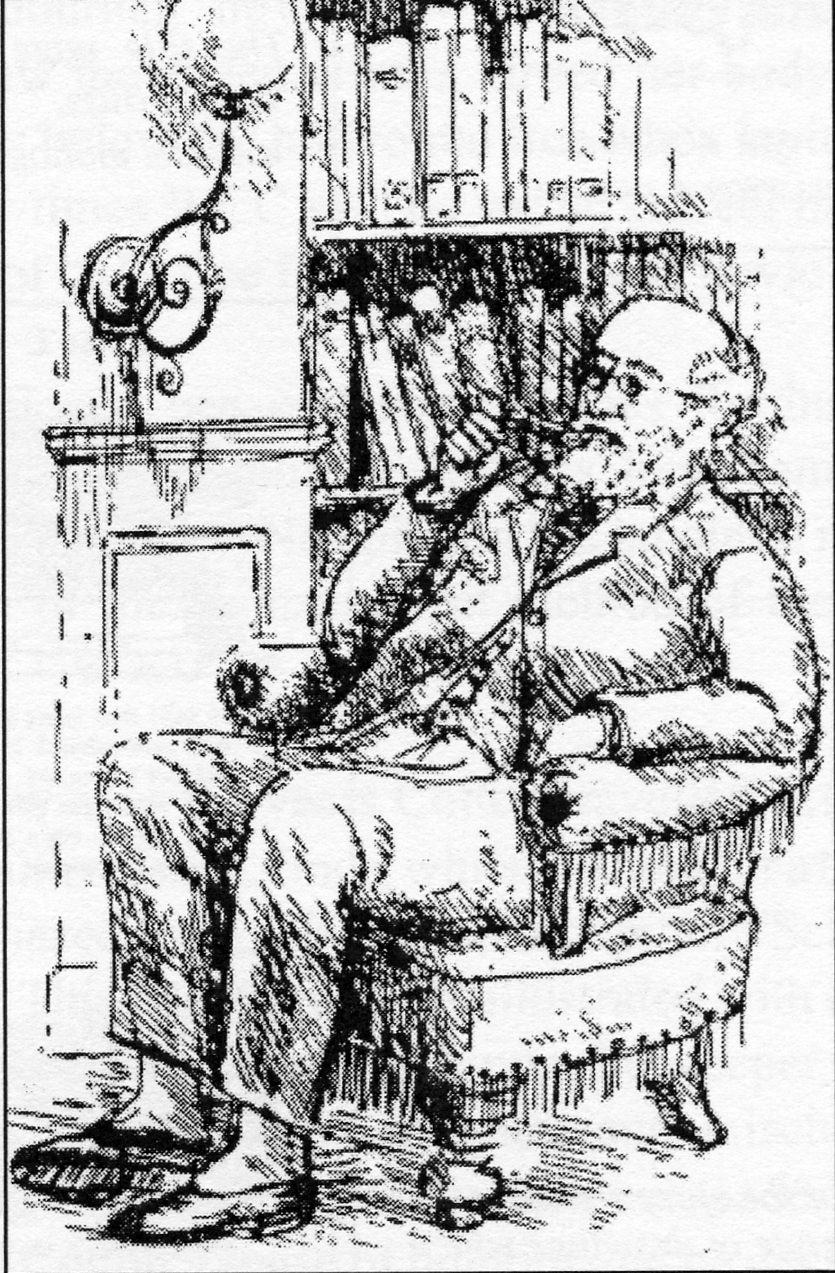
William Charles Cotton in späteren Jahren

Im Sommer 1857 wurde Cotton zum Vikar von Frodsham ernannt – einer Marktstadt im Norden vom Cheshire. Die Pfarrgemeinde hatte zu dieser Zeit gravierende Probleme, insbesondere die geringe finanzielle Versorgung der umliegenden Gemeinden. Außerdem war die Bausubstanz der Pfarrkirche St Laurence in einem schlechten Zustand. Der erhöhte Standort oberhalb der Stadt erschwerte zudem den Zugang zur Kirche. Infolgedessen versank Cotton in einen Zustand der Apathie und Verzweiflung. Im Herbst 1865 verbrachte er deswegen mehrere Wochen im Manor House Asylum in Chiswick, das damals von Dr. Seymour Tuke geleitet wurde. Es gab seinen Geisteszustand betreffend einige Besserungen. 1870 begann Cotton die Pfarrkirche zu restaurieren. Zu dieser Zeit gab es Konkurrenz von anderen Konfessionen, insbesondere den Methodisten. Finanziert durch den Seifen- und Laugenhersteller Thomas Hazlehurst aus der Nähe von Runcorn, einem Mitglied des Familienunternehmens Hazlehurst & Sons, wurde bereits eine kleine Kapelle in der Nähe der Pfarrkirche erbaut und eine weitere, größere und prächtigere Kapelle im Zentrum der Stadt geplant. Cotton organisierte den Bau einer provisorischen Filialkirche in der Mitte der Stadt. Diese wurde aus Eisen gebaut und war als Iron Church bekannt. Sie wurde in sehr kurzer Zeit auf dem Land errichtet, das der Marquess of Cholmondeley gespendet hatte. Neben den Restaurierungsarbeiten an der Pfarrkirche begann Cotton, die Restaurierung des Pfarrhauses zu organisieren. Im Herbst 1872 stellte er den Architekten John Douglas zur Ausarbeitung der Pläne ein. Douglas sollte auch ein Haus für ihn entwerfen, in dem er leben wollte, während das Pfarrhaus renoviert wurde. Cotton verbesserte die Versorgung der Kirchenschulen in seiner Pfarrgemeinde. Während seiner Tätigkeit als Pfarrer nahm er Jungen seiner Pfarrgemeinde zu verschiedenen Veranstaltungen mit, sowohl in der Nähe als auch in größerer Entfernung, bis nach Manchester und Liverpool.
In den späten 1870er Jahren begann sich Cottons Geisteszustand so sehr zu verschlechtern, dass er nicht mehr in der Lage war, seine Aufgaben zu erfüllen. 1879 erlaubte eine erwirkte Sequestrierungsverfügung John Ashton, die Angelegenheiten der Pfarrgemeinde zu übernehmen. Cotton wurde zu Anfang des Sommers in Manor House Asylum wieder aufgenommen, wo er im Juni verstarb. Seine Begräbnisfeier fand in der St John the Baptist's Church in Leytonstone statt, und er wurde im Familiengrab auf dem Friedhof bestattet. Am selben Tag wurde eine Gedenkfeier für ihn in seiner Kirche in Frodsham abgehalten. In der Frodsham Parish Church wurde ein Denkmal für ihn aufgestellt. Das Symbol einer Honigbiene erscheint auf der Kette des Bürgermeisters von Frodsham und an verschiedenen anderen Orten in der Stadt, eine Straße in Frodsham heißt Maori Drive, und an der Tür des alten Pfarrhauses von Cotton befindet sich noch eine Māori-Inschrift.

## Psychische Gesundheit
Es gibt keinen Zweifel daran, dass William Charles Cotton ein talentierter Mann war, dessen Leistungen durch seine psychische Erkrankung beeinträchtigt waren. Es gibt zahlreiche Beispiele für das unberechenbare Verhalten von Cotton, insbesondere für seine übertriebenen Verausgabungen und seine Depressionsphasen. Er litt mit großer Wahrscheinlichkeit an einer Bipolaren Störung. Sein Biograf Smith spricht von einer „manic depression.“ Cotton erreichte Vieles, insbesondere während seiner Jahre als Missionar und im Bereich der Imkerei. Im Alter verschlechterte sich sein Geisteszustand, insbesondere während der Zeit, als er Vikar von Frodsham war. In Hinblick auf seine Errungenschaften in Frodsham, einschließlich des Baus der Iron Church, der Restaurierung der Pfarrkirche und des Pfarrhauses, der Entwicklung der Kirchenschulen in seiner Pfarrgemeinde, erscheint die Bemerkung „he had occasional periods of effectiveness“ sehr unfair.